# ویلو کریک (کالیفرنیا)
ویلو کریک (به انگلیسی: Willow Creek) یک منطقهٔ مسکونی در ایالات متحده آمریکا است که در شهرستان هامبولت، کالیفرنیا واقع شده‌است. ویلو کریک ۷۹٫۲۸۱ کیلومتر مربع مساحت و ۱٬۷۱۰ نفر جمعیت دارد و ۱۸۶ متر بالاتر از سطح دریا واقع شده‌است.